# 濉溪百善村运河故道
濉溪百善村运河故道位于安徽省淮北市濉溪县百善镇百善行政村，属隋唐大运河通济渠段。
运河故道东西长628米，南北宽113米，总面积约7.1万平方米。包括运河河道和左右两岸的河坡、河堤。从横断面可以看到运河在隋、唐、宋三个朝代使用过程中形成的堆积情况，为相关研究提供重要的实证资料。
2013年3月，濉溪百善村运河故道做为安徽省的三个子项之一，一同列入第七批全国重点文物保护单位（古建筑）——大运河。
安徽省人民政府在2019年4月的相关通知中确定，濉溪百善村运河故道的保护范围为百善老街中心线向外东至S202省道西侧，西至濉临大沟西岸，南、北各50米。建设控制地带为保护范围外，东、南、西、北各100米。